# Jim Ouka
Jim Katrawa Ouka (25 giugno 1996) è un calciatore francese  della Nuova Caledonia, attaccante del Lössi.

## Carriera

### Club
Ha giocato nel campionato della Nuova Caledonia con il Lössi, con cui ha preso parte alle edizioni 2015 e 2016 della OFC Champions League (rispettivamente 2 e 3 presenze all'attivo).

### Nazionale
Nel 2013 ha preso parte al Campionato oceaniano di calcio Under-17 2013 giocando 5 partite e segnando 2 gol.